# Балдангийн Жав
Балдангийн Жав (1936, Ховд, аймак Ховд — 30 ноября 2012) — монгольский медик, акушер-гинеколог, народный врач Монголии (2000), педагог, профессор (1993), доктор медицинских наук (1971), академик Монгольской медицинской академии, заслуженный врач МНР (1990). Герой Труда Монголии (2009).

## Биография
В 1960 году окончил медицинский факультет Монгольского государственного университета. Позже, аспирантуру Московского института акушерства и гинекологии.
Работал врачом, заместителем главного врача и главный специалистом скорой помощи в Улан-Баторе.
Врач-консультант в области акушерства и гинекологии. Затем назначен заместителем министра здравоохранения, главным специалистом министерства здравоохранения. До 2011 года выполнил около 75 000 сложных операций.
В 1971 году получил степень доктора медицинских наук. Доцент (1990), профессор (с 1993) Медицинского университета Монголии. Ректор университета в 1990—2007 годах.
Автор 48 книг, брошюр, учебников и справочников, в том числе «Биомеханизм родов и кесарево сечение», «Неотложная помощь при гинекологических заболеваниях» и др.

## Память
- В 2013 году в клинике, где работал Балдангийн Жав, в его честь установлен бронзовый бюст.